# Dyschoroneura
Dyschoroneura là một chi bướm đêm thuộc họ Geometridae.

## Các loài
- Dyschoroneura obsolescens Warren, 1894